# Trainingsgeräte zur Erstickungsrettung
Bei Erstickungsrettungs-Trainingsgeräten handelt es sich um Erstickungssimulationsgeräte, die von Erste-Hilfe-Lernenden verwendet werden, um sich auf den Umgang mit realen Erstickungsszenarien vorzubereiten. Sie wurden vom European Resuscitation Council, St John Ambulance und der Internationalen Rotkreuz und Rothalbmond-Bewegung genehmigt und verwendet. Die Simulationsgeräte werden verwendet, um Rettungstechniken bei Erstickungsgefahr zu demonstrieren, z. B. Bauchstöße und Rückenschlag-Methode, und Rettungsprotokolle bei Erstickungsgefahr durch die American Heart Association und das Rote Kreuz zu üben.

## Trainingsgeräte

### Trainingsweste zur Erstickungsrettung

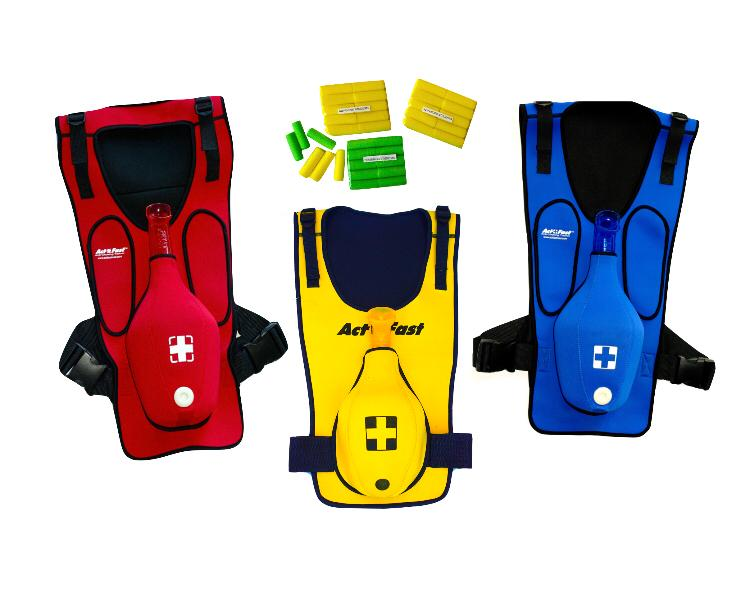
Act+Fast AntiChoking Trainers

Hauptartikel:Act+Fast Anti Choking Trainer
Der von Act+Fast, LLC entwickelte Anti-Choking Trainer ist eine leichte Neoprenweste, die Benutzer tragen, um das Bauchstoßmanöver und die Backslap-Methode zu üben.
Es gibt zwei Protokollmodelle, die von Trainern je nach Protokoll verwendet werden: Act+Fast Red mit einem Back Slap Pad für das Red Cross Choking Rescue Protocol und Act+Fast Blue für das American Heart Association Protocol.

### Erstickungspuppen

#### Choking Charlie

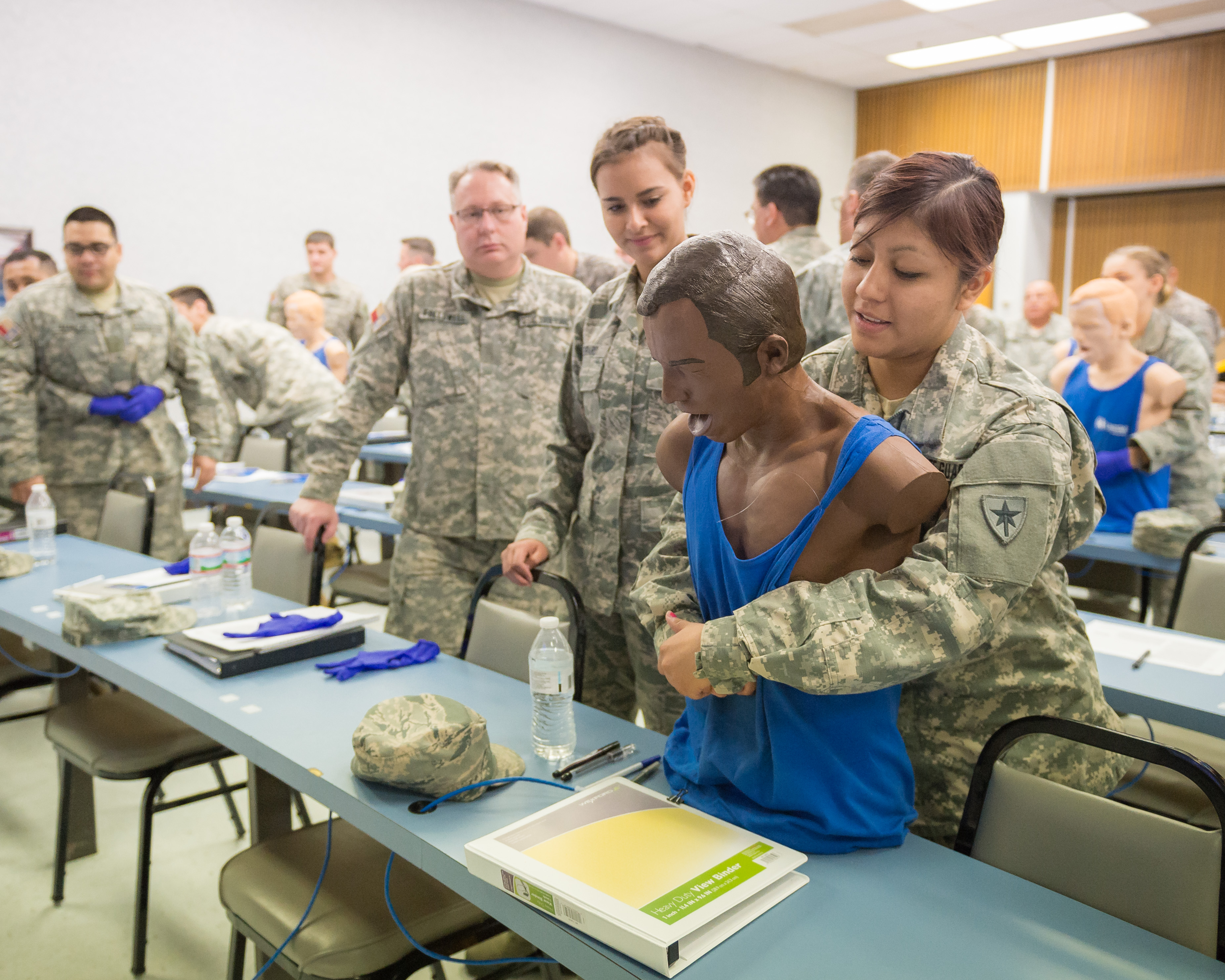
Eine texanische Staatsgarde übt das Heimlich-Manöver, um Choking Charlie

Die von Laerdal Medical entwickelte Trainingspuppe „Choking Charlie“ ist ein Torso für Erwachsene, der speziell dafür entwickelt wurde, Schülern das Heimlich-Manöver und die Rückschlagmethode beizubringen. Choking Charlies realistische Anatomie und die reaktionsbasierten simulierten Boli werden von einem menschlichen Präparat gegossen und bieten Ausbildern ein Werkzeug zum Anleiten und Üben der Anti-Erstickungstechniken.

#### Simulaids
Simulaids-Erstickungspuppen sind lebensgroß und für das Erstickungstraining an bestimmten Personen konzipiert. Die Puppen sind in Säuglings-, Kinder- und Erwachsenengrößen erhältlich und werden auch in verschiedenen Körpertypen modelliert, beispielsweise als übergewichtige Würgepuppe. Die Puppen sind im Inneren anatomisch genau gestaltet und ermöglichen die Einführung von Würgebolussen, um bei der Durchführung von Anti-Erstickungstechniken ein visuelles Feedback zu geben.

## Betrieb

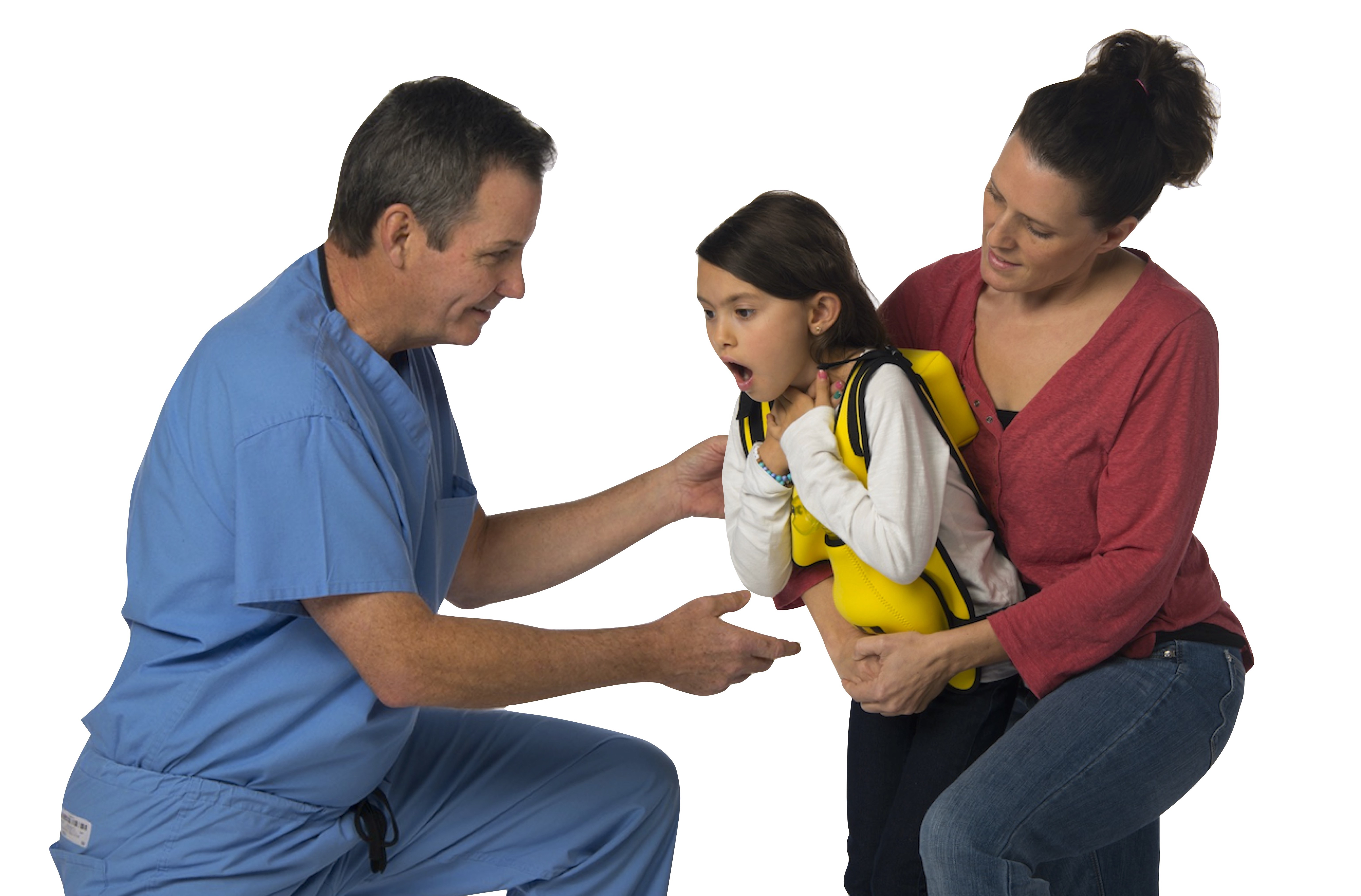
Anti Choking Trainer im Einsatz

Die Anti-Erstickungsweste ist so konzipiert, dass, wenn der Auszubildende das Heimlich-Manöver richtig ausführt, ein Schaumstoffpfropfen in die Luft geschleudert wird, der eine Atemwegsobstruktion durch einen Fremdkörper (FBAO) simuliert.
Die Übungspuppen dienen zum Üben des Bauchstoßmanövers, der Rückenschlagmethode und der Herz-Lungen-Wiederbelebung. Wenn die Bauchstöße korrekt ausgeführt werden, wird das Objekt, das den FBAO simuliert, aus den Atemwegen der Puppe ausgestoßen. Die Puppen verfügen über anatomische Orientierungspunkte, darunter einen Brustkorb, eine Halsschlagader und einen Schwertfortsatz, um anatomische Bezugspunkte für Demonstrationen zu bieten.

## Rezeption und reale Nutzung
Trainingsgeräte zur Erstickungsrettung werden in der Erste-Hilfe-Ausbildung in Schulen, Rettungsgruppen und Feuerwehren eingesetzt.
Der Einsatz der Geräte in Erste-Hilfe-Schulungen soll in realen Situationen dazu beitragen, Menschen vor dem Ersticken zu schützen.